# جويل سبرينغ
جويل سبرينغ (بالإنجليزية: Joel Spring) هو أكاديمي أمريكي، ولد في 24 سبتمبر 1940.